# 3-methylbutaanzuur
3-methylbutaanzuur of isovaleriaanzuur is een natuurlijk voorkomend carbonzuur in een groot aantal planten. De verbinding is een metaboliet van leucine. Isovaleriaanzuur is een kleurloze vloeistof die goed oplost in de meeste organische oplosmiddelen. In water lost de stof echter slecht op.
Isovaleriaanzuur zelf heeft een penetrante geur. Esters van het zuur worden echter veel gebruikt in de parfumindustrie vanwege hun aangename geur.